# Иван Василев (учител)
Вижте пояснителната страница за други личности с името Иван Василев.
Иван Василев е български просветен деец от късното Българско възраждане в Македония.

## Биография
Иван Василев е роден в 1864 година в голямата кайлярска паланка Емборе, тогава в Османската империя, днес Емборио, Гърция. Учи до IV клас в Сливен, България, а по-късно завършва теория и хармония на музиката в Женевската консерватория. Връща се в България, за една година е учител в Жеравна и след това става български учител в Македония - в родното си село, Воден, Солун и Битоля. Води упорита борба за утвърждаване на българската църква и просвета срещу елинизма.
Като учител в Емборе става председател на местния комитет на ВМОРО. Присъства на Смилевския конгрес и когато разбира датата на въстанието, заминава за Битоля.
В 1907 година къщата му в центъра на Емборе е нападната от гръцка андартска чета, но е отблъсната. Василев заминава за Солун, за да направи простъпки пред властите, но там е тежко ранен от гръцки терористи. Опериран е във френската болница в града и като по чудо остава жив. Българският търговски агент Атанас Шопов, който моли Иван Стефанов Гешов да се застъпи пред Екзархията да плати разноските по операцията, го нарича:
| „ | една от най-светлите личности, които неустрашимо се борят от години насам за възтържествуването на нашата кауза в страната. | “ |

Иван Василев учителства до 1910 година в Емборе, където е директор на българските училища. Член е на Съюза на българските конституционни клубове. В 1909 година е избран за подпредседател на Бюрото на Втория конгрес на Съюза.
От 1910 година работи като учител в Битоля. След Междусъюзническата война, когато Вардарска Македония попада в Сърбия, на 26 юли 1913 година Иван Василев е екстерниран в България, тъй като отказва да подпише декларация, че не е българин, а сърбин. Установява се във Варна.
Негови синове са общественикът Васил Василев и Динката Василев, изтезаван в Разложко от звенари след Деветнадесетомайския преврат от 1934 година.